# Will Holland

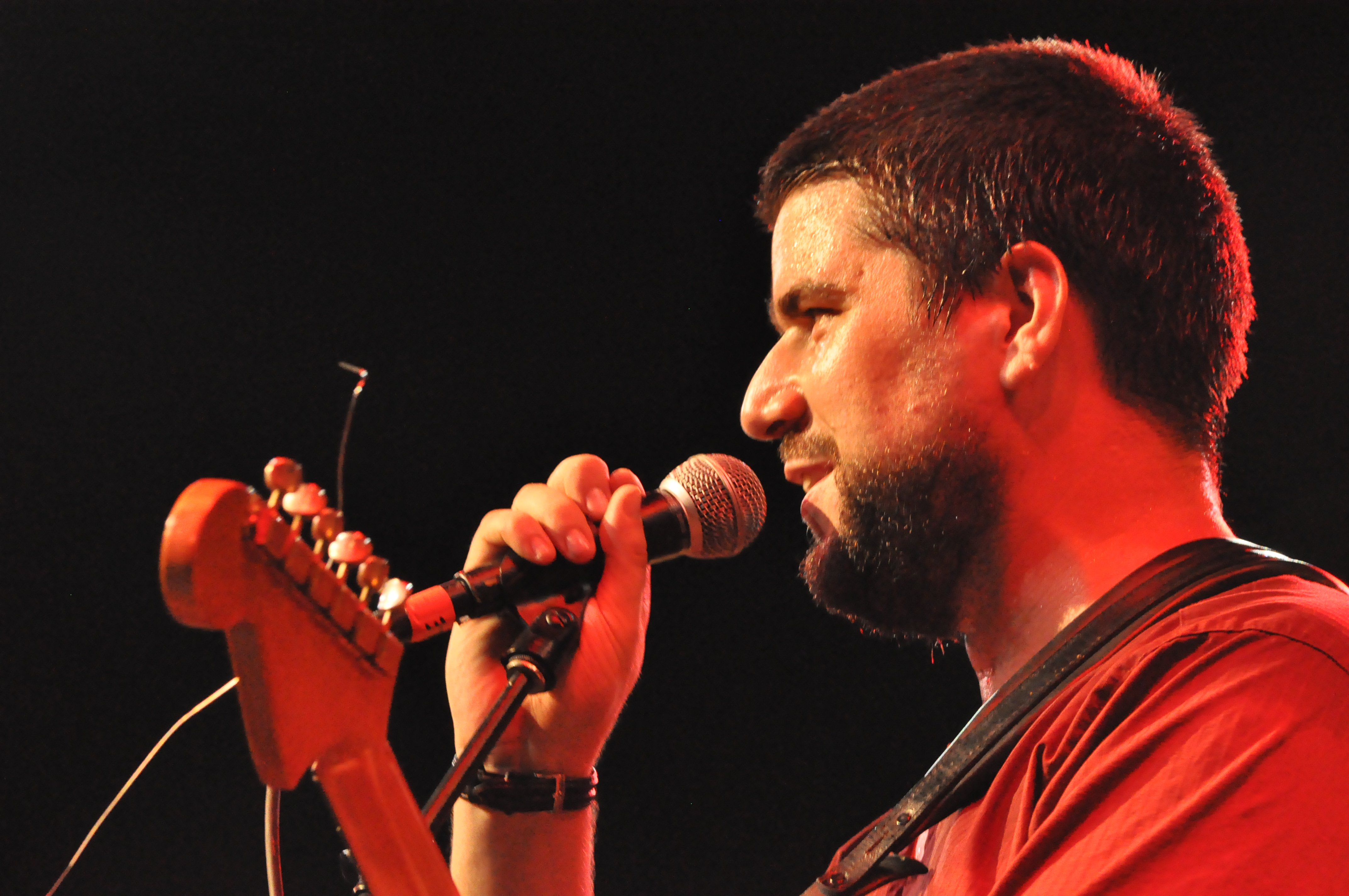
Will Holland

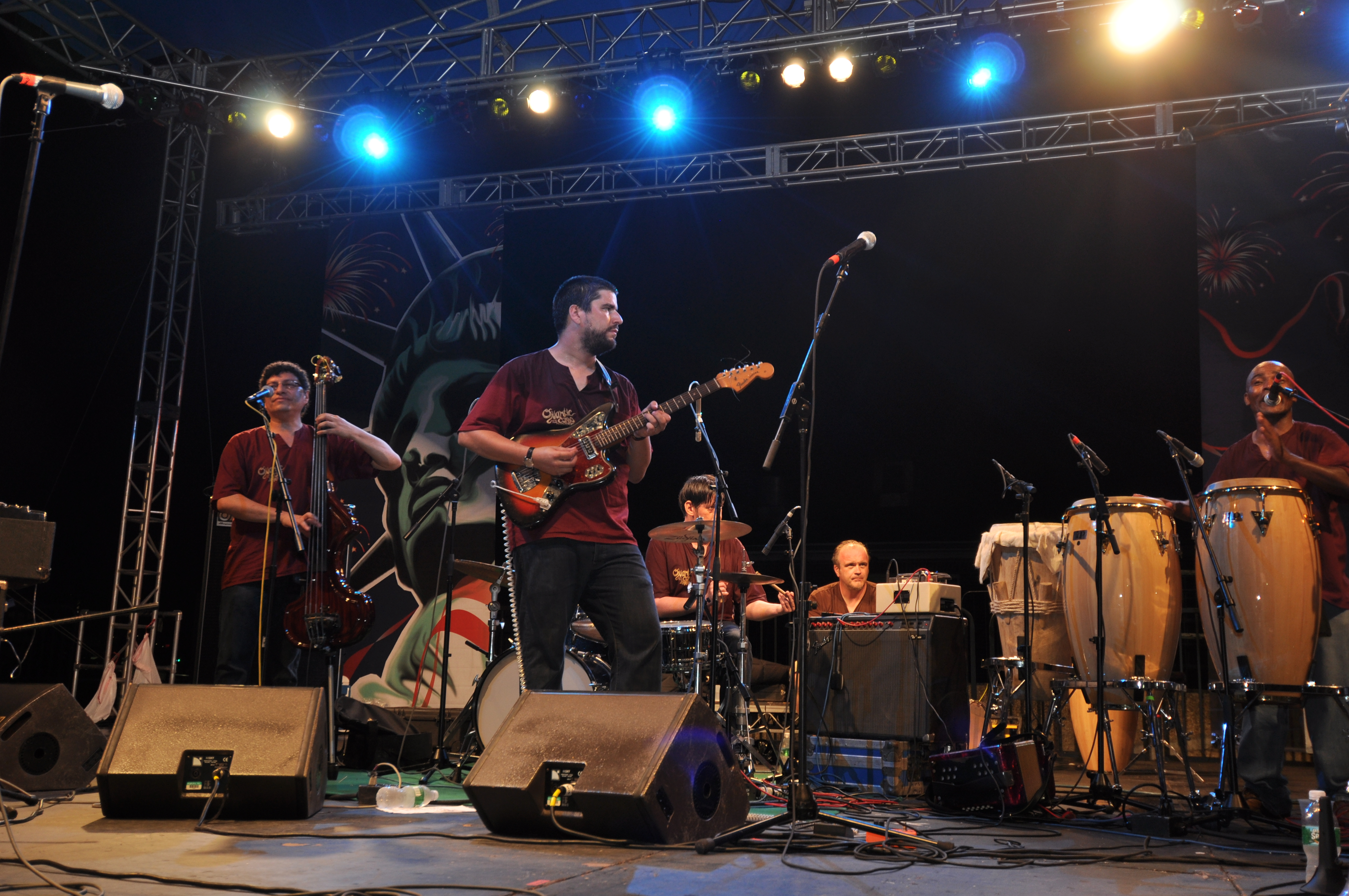
2009 mit dem Quantic Soul Orchestra in New York City

Will Holland ist ein britischer Musiker, DJ und Produzent aus Bewdley, Worcestershire.
Bekannt ist er vor allem unter dem Pseudonym Quantic. Zudem ist er in den Projekten The Quantic Soul Orchestra, Quantic and his Combo Bárbaro, Quantic presenta Flowering Inferno und The Limp Twins aktiv.
Sein Musikstil ist recht breit, zeichnet sich aber vor allem durch Elemente aus Downtempo, Funk und Jazz aus.
Er besitzt Ähnlichkeiten mit denen von Nostalgia77, Bonobo und TM Juke, welche bei dem Label Tru Thoughts unter Vertrag sind bzw. waren.
Holland beherrscht Gitarre, Bass, Kontrabass, Klavier, Orgel, Percussion und Saxophon. In einen großen Teil seiner Kompositionen spielt er selbst Samples ein.
2008 war der Song Mi Swing Es Tropical, welcher in Zusammenarbeit mit Nickodemus entstand, Teil einer Fernsehwerbung für den iPod.

## Diskographie

### Quantic
Als Quantic hat Holland fünf Studioalben und ein B-Side-Album unter dem Label Tru Thoughts veröffentlicht.
- The 5th Exotic (Tru Thoughts, 2001)
- Apricot Morning (Tru Thoughts, 2002)
- Mishaps Happening (Tru Thoughts, 2004)
- One Offs... Remixes & B-Sides (Quantic)|One Offs... Remixes & B-Sides (Tru Thoughts, 2006)
- An Announcement to Answer (Tru Thoughts, 2006)
- Magnetic (Tru Thoughts, 2014)

### The Quantic Soul Orchestra
The Quantic Soul Orchestra besteht aus Holland und wechselnden Musikern, unter anderen seiner Schwester, Lucy, am Saxophon und Russ Porter, sein Partner aus dem Projekt Limp Twins.
Ihr drittes Album entstand in Kooperation mit Spanky Wilson.
- Stampede (Quantic Soul Orchestra album)|Stampede (Tru Thoughts, 2003)
- Pushin' On (Tru Thoughts, 2005)
- I'm Thankful mit Spanky Wilson, (Tru Thoughts, 2006)
- Tropidélico (Tru Thoughts, 2007)

### The Limp Twins
- Tales From Beyond The Groove (Tru Thoughts, 2003)

### Quantic and his Combo Bárbaro
- Tradition in Transition (Tru Thoughts, 2009)

### Quantic presenta Flowering Inferno
- Death of Revolution (Tru Thoughts, 2008)
- Dog with a Rope (Tru Thoughts, 2010)
- 1000 Watts (Tru Thoughts, 2016)